# Luís Onmura
Luís Yoshio Onmura (São Paulo, 29 de junio de 1960-Santos, 1 de noviembre de 2024) fue un deportista brasileño que compitió en judo.

## Carrera deportiva
Participó en tres Juegos Olímpicos de Verano entre los años 1980 y 1988, obteniendo una medalla de bronce en la edición de Los Ángeles 1984 en la categoría de –71 kg. En los Juegos Panamericanos consiguió tres medallas entre los años 1979 y 1987.
Ganó tres medallas en el Campeonato Panamericano de Judo entre los años 1980 y 1988.

## Palmarés internacional
| Juegos Olímpicos        | Juegos Olímpicos              | Juegos Olímpicos  | Juegos Olímpicos |
| Año                     | Lugar                         | Medalla           | Categoría        |
| ----------------------- | ----------------------------- | ----------------- | ---------------- |
| 1984                    | Los Ángeles (Estados Unidos)  | Medalla de bronce | –71 kg           |
| Juegos Panamericanos    |                               |                   |                  |
| Año                     | Lugar                         | Medalla           | Categoría        |
| 1979                    | San Juan (Puerto Rico)        | Medalla de plata  | –65 kg           |
| 1983                    | Caracas (Venezuela)           | Medalla de plata  | –71 kg           |
| 1987                    | Indianápolis (Estados Unidos) | Medalla de plata  | –71 kg           |
| Campeonato Panamericano |                               |                   |                  |
| Año                     | Lugar                         | Medalla           | Categoría        |
| 1980                    | Isla de Margarita (Venezuela) | Medalla de oro    | –65 kg           |
| 1984                    | Ciudad de México (México)     | Medalla de bronce | –71 kg           |
| 1988                    | Buenos Aires (Argentina)      | Medalla de oro    | –71 kg           |